# David Mutinda Mutua
David Mutinda Mutua (ur. 20 kwietnia 1992) – kenijski lekkoatleta specjalizujący się w biegu na 800 metrów.
W 2009 zdobył srebrny krążek podczas mistrzostw Afryki juniorów (po dyskwalifikacji pierwszego na mecie Etiopczyka Mohammeda Amana z powodu zbyt młodego wieku w momencie rozgrywania mistrzostw). Złoty medalista mistrzostw świata juniorów w Moncton (2010). Stawał na podium mistrzostw Kenii juniorów – w 2008 roku wywalczył brąz na 400 metrów. Rekord życiowy w biegu na 800 m: 1:43,99 (22 lipca 2011, Monako).

## Osiągnięcia
| Rok  | Impreza                              | Miejsce | Konkurencja        | Lokata     | Wynik   |
| ---- | ------------------------------------ | ------- | ------------------ | ---------- | ------- |
| 2008 | Igrzyska Wspólnoty Narodów młodzieży | Pune    | bieg na 400 m      | półfinał   | 48,58   |
| 2008 | Igrzyska Wspólnoty Narodów młodzieży | Pune    | bieg na 800 m      | 3. miejsce | 1:52,22 |
| 2008 | Igrzyska Wspólnoty Narodów młodzieży | Pune    | sztafeta 4 x 400 m | 6. miejsce | 3:18,53 |
| 2009 | Mistrzostwa Afryki juniorów          | Bambous | bieg na 800 m      | 2. miejsce | 1:49,82 |
| 2009 | Mistrzostwa Afryki juniorów          | Bambous | sztafeta 4 x 400 m | 4. miejsce | 3:17,95 |
| 2010 | Mistrzostwa świata juniorów          | Moncton | bieg na 800 m      | 1. miejsce | 1:46,61 |
| 2011 | Igrzyska afrykańskie                 | Maputo  | bieg na 800 m      | 6. miejsce | 1:47,81 |